# Corticarina hoegei
Corticarina hoegei es una especie de coleóptero de la familia Latridiidae.

## Distribución geográfica
Habita en México.